# Christifideles laici
Christifideles laici és una exhortació apostòlica del papa Joan Pau II signada a Roma el 30 de desembre de 1988. És un resum de l'ensenyament sorgit el 1987 amb motiu del sínode de bisbes sobre la vocació i missió dels laics en l'Església i el Món. L'objectiu del document és mostrar el camí dels laics en la participació en la societat humana.
"Aquesta exhortació pretén rememorar i promoure la conscienciació més profunda entre tots els fidels de la donació i responsabilitat que tenen tant com a grup com de manera individual, en la comunició i missió de l'Església".